# كاثي بومان

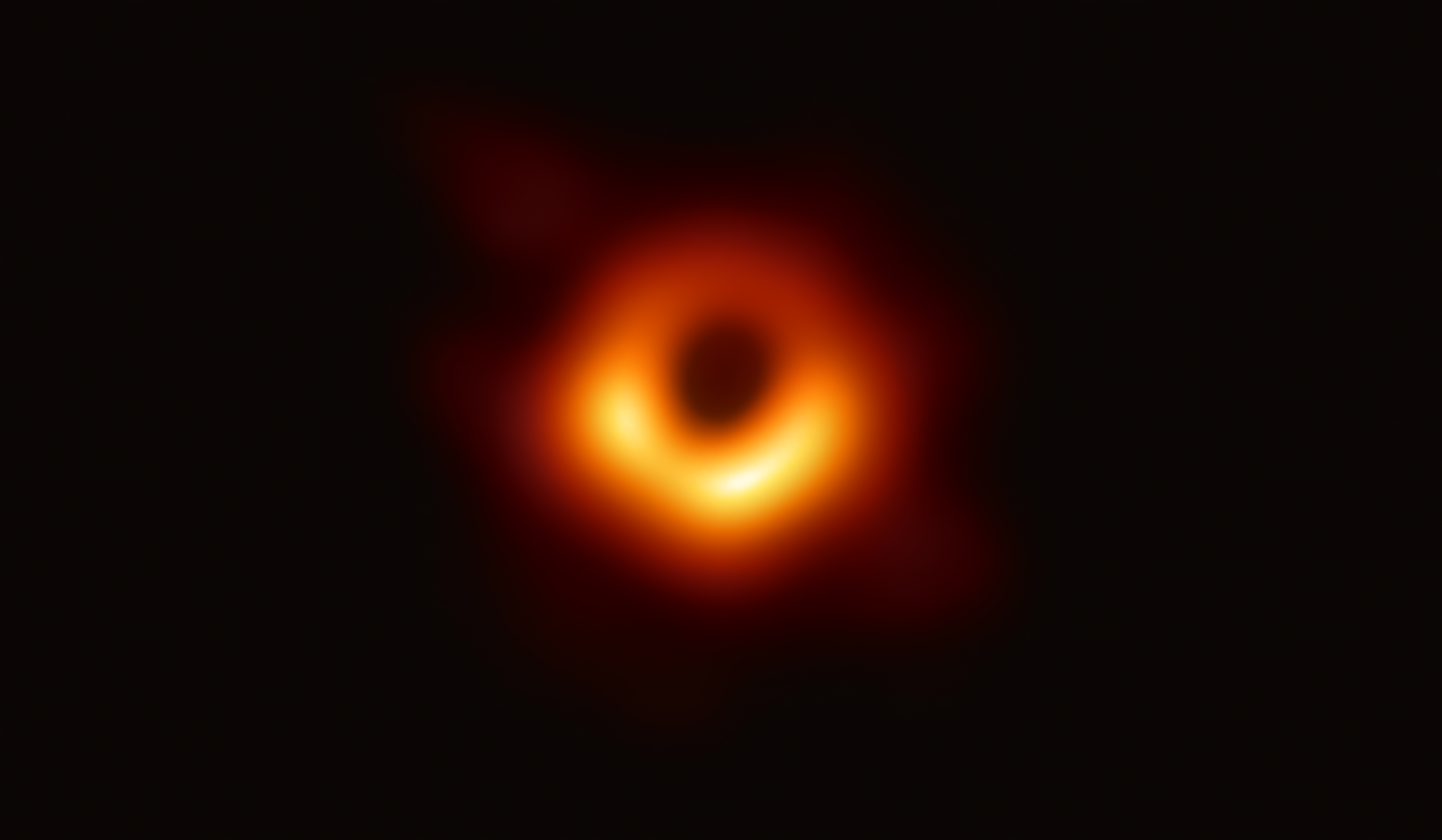
أول صورة مباشرة في تاريخ الإنسانية لثقب أسود التقطها مقراب أفق الحدث ونُشرت في شهر أبريل من عام 2019

كاثرين لويز بومان (بالإنجليزية: Katherine Louise Bouman) هي عالمة تصوير وأستاذة مساعدة في علوم الحاسوب في معهد كاليفورنيا للتكنولوجيا. من خِلال أبحاثها في مجال أساليب التصوير؛ استطاعت كاتي وضعَ خوارزمية مكّنت من التقاط أوّل صورة حقيقية للثقب الأسود باستخدام مقراب أفق الحدث.
وقد ترأست الفريق الذي طور برنامجاً حاسوبياً مكَّن من إنتاج صورة الثقب الأسود، والتي التقطت في 10 أبريل 2019، وذلك ضمن المشروع الدولي المشترك (إيفنت هورايزون تليسكوب)، والذي بدأ عام 2012، فيما اكتشفت باومان الخوارزمية أثناء دراستها لعلوم الحاسب والذكاء الاصطناعي في ماساشوستس للتكنولوجيا.

## النشأة والتعليم
نشأت بومان في ويست لافاييت بولاية إنديانا وتخرجت من مدرسة لافاييت الثانوية في عام 2007. خِلال مرحلتها الثانويّة؛ اهتمت كاثي بمجال التصوير البحثي وصقلت مهاراتها في هذا التخصّص معَ أساتذة من جامعة بوردو؛ حيثُ بدأت منذ عام 2007 في استعمال مقراب أفق الحدث والتعرف على كامل مكوّناته وعلى سُبل تطويره وما إلى ذلك.
درست بومان الهندسة الكهربائية في جامعة ميشيغان وتخرجت بامتياز مع مرتبة الشرف في عام 2011؛ ثمّ حصلت على درجة الماجستير في الهندسة الكهربائية من معهد ماساتشوستس للتكنولوجيا لتبدأَ مباشرةً في دراسة الدكتوراه. صارت بومان في وقتٍ لاحقٍ عضوة في معهد ماساتشوستس للتكنولوجيا؛ وحظيت بدعمٍ من مؤسسة العلوم الوطنية. انضمّت فيما بعد إلى جامعة هارفارد كزميلة ما بعد الدكتوراه ضمنَ فريق مقراب أفق الحدث. بحلول عام 2017؛ شاركت بومان مؤتمر تيد حيث تحدثت حول موضوع «كيفية التقاط صور للثقب الأسود».

## المسيرة المِهنيّة
نجحت بومان في وضعِ خوارزمية مكّنتها رفقة فريقها من التقدم بشكل كبير في هدفهم وهوَ التقاطِ صورة عالية الدقة للثقب الأسود. اعتُمدت هذه الخوارزمية من أجل التقاط صورة للثقب الأسود الضخم داخل نواة المجرة مسييه 87. كانت بومان مسؤولة في معهد ماساتشوستس للتكنولوجيا عنِ الخوارزمية المستخدمة في إنشاء الصور الأولى للثقب الأسود وقد نجحت في ذلك في نيسان/أبريل من عام 2019؛  ما مكّن الفريق من الغوص بعمق أكثر في نظرية النسبية العامة.
لقد اقتنعت بومان أن الثقوب السوداء تتركُ خلفيةً من الغاز الساخن ومن هنا انطلقت حيث عملت على تصميم خوارزمية تُمكّن الحاسوب من ملأ كل الفجوات في البيانات التي تجمعها التلسكوبات من جميع أنحاء العالم. أدت الجهود المبذولة من قِبل كاثي بومان إلى التحقق منَ الصور الافتراضيّة التي كانت تُجسد الثقب الأسود فيما مضى.